# Ferenc Szabó (judoka)
Ferenc Szabó (ur. 18 września 1948 w Peczu, zm. 26 marca 2025 w Egerze) – węgierski judoka. Olimpijczyk z Monachium 1972, gdzie zajął siódme miejsce wadze lekkiej.
Uczestnik mistrzostw świata w 1971 i 1973. Srebrny medalista mistrzostw Europy w 1977 i brązowy w 1971 roku.

## Letnie Igrzyska Olimpijskie 1972
| Konkurencja | Eliminacje          | Eliminacje              | Eliminacje                   | Repasaże            | Klas. końcowa |
| Konkurencja | Przeciwnik I        | Przeciwnik II           | 1/4                          | Przeciwnik I        | Miejsce       |
| ----------- | ------------------- | ----------------------- | ---------------------------- | ------------------- | ------------- |
| 63 kg       | Anto Clarke (IRL) Z | Siergiej Suslin (URS) Z | Jean-Jacques Mounier (FRA) P | Kim Yong-ik (PRK) P | 7.            |